# هانا وينشتاين
هانا وينشتاين (بالإنجليزية: Hannah Weinstein)‏ هي منتجة أفلام وصحفية أمريكية، ولدت في 23 يونيو 1911 في نيويورك في الولايات المتحدة، وتوفيت في 9 مارس 1984.

## وصلات خارجية
- هانا وينشتاين على موقع IMDb (الإنجليزية)
- هانا وينشتاين على موقع قاعدة بيانات الفيلم (الإنجليزية)